# Temporada 2010 de Deutsche Tourenwagen Masters
La temporada 2010 del Deutsche Tourenwagen Masters fue la undécima temporada de dicho campeonato, desde la reanudación del campeonato en 2000. La temporada comenzó el 25 de abril en Hockenheim y terminó el 28 de noviembre en el Circuito Urbano de Shanghái después de once rondas en Alemania, España, los Países Bajos, el Reino Unido, Italia y China. Habiendo terminado segundo en 2008 y tercero en 2009, Paul di Resta del HWA Team se consagró campeón por primera vez, habiendo salido victorioso de una batalla de tres pilotos por el título en Shanghái.

## Equipos y pilotos
- Con el campeonato sufriendo un congelamiento del desarrollo hasta la temporada 2011, los equipos utilizaron sólo los coches de 2008 y 2009.[1]

| Marca         | Auto                       | Equipo             | No. | Pilotos           | Rondas |
| ------------- | -------------------------- | ------------------ | --- | ----------------- | ------ |
| Audi          | Audi A4 DTM 2009           | Abt Sportsline     | 1   | Timo Scheider     | Todas  |
| Audi          | Audi A4 DTM 2009           | Abt Sportsline     | 2   | Oliver Jarvis     | Todas  |
| Audi          | Audi A4 DTM 2009           | Abt Sportsline     | 5   | Mattias Ekström   | Todas  |
| Audi          | Audi A4 DTM 2009           | Abt Sportsline     | 6   | Martin Tomczyk    | Todas  |
| Audi          | Audi A4 DTM 2008           | Abt Sportsline     | 18  | Miguel Molina     | Todas  |
| Audi          | Audi A4 DTM 2008           | Team Phoenix       | 9   | Alexandre Prémat  | 1–10   |
| Audi          | Audi A4 DTM 2008           | Team Phoenix       | 9   | Darryl O'Young    | 11     |
| Audi          | Audi A4 DTM 2008           | Team Phoenix       | 10  | Mike Rockenfeller | Todas  |
| Audi          | Audi A4 DTM 2008           | Team Rosberg       | 14  | Markus Winkelhock | Todas  |
| Audi          | Audi A4 DTM 2008           | Team Rosberg       | 15  | Katherine Legge   | Todas  |
| Mercedes-Benz | AMG-Mercedes C-Klasse 2009 | HWA Team           | 3   | Gary Paffett      | Todas  |
| Mercedes-Benz | AMG-Mercedes C-Klasse 2009 | HWA Team           | 4   | Bruno Spengler    | Todas  |
| Mercedes-Benz | AMG-Mercedes C-Klasse 2009 | HWA Team           | 7   | Paul di Resta     | Todas  |
| Mercedes-Benz | AMG-Mercedes C-Klasse 2009 | HWA Team           | 8   | Ralf Schumacher   | Todas  |
| Mercedes-Benz | AMG-Mercedes C-Klasse 2008 | Persson Motorsport | 11  | Jamie Green       | Todas  |
| Mercedes-Benz | AMG-Mercedes C-Klasse 2008 | Persson Motorsport | 12  | Susie Stoddart    | Todas  |
| Mercedes-Benz | AMG-Mercedes C-Klasse 2008 | Persson Motorsport | 21  | Congfu Cheng      | Todas  |
| Mercedes-Benz | AMG-Mercedes C-Klasse 2008 | Mücke Motorsport   | 16  | Maro Engel        | Todas  |
| Mercedes-Benz | AMG-Mercedes C-Klasse 2008 | Mücke Motorsport   | 17  | David Coulthard   | Todas  |

### Cambios de pilotos
- Los pilotos Oliver Jarvis, Katherine Legge y Mike Rockenfeller cambiaron de equipos.
- Congfu Cheng, David Coulthard, Miguel Molina, Darryl O'Young ingresaron al campeonato.
- Christian Bakkerud, Tomáš Kostka, Tom Kristensen, Mathias Lauda y Johannes Seidlitz dejaron el campeonato.

## Calendario y resultados
- Se anunció un calendario de nueve rondas el 18 de diciembre de 2009.[13] Esto se amplió más adelante a diez carreras, con la adición de una carrera callejera en Shanghái, China que fue anunciada el 28 de enero de 2010. Esta carrera cerró la temporada el 28 de noviembre.[14] El 15 de julio de 2010, se anunció que se celebraría una ronda adicional el 31 de octubre en Adria; volviendo al circuito que celebró carreras en 2003 y 2004.[15]

| Ronda | Circuito                        | Fecha            | Pole position   | Vuelta rápida     | Piloto ganador  | Equipo ganador     |
| ----- | ------------------------------- | ---------------- | --------------- | ----------------- | --------------- | ------------------ |
| 1     | Hockenheimring                  | 25 de abril      | Gary Paffett    | Bruno Spengler    | Gary Paffett    | HWA Team           |
| 2     | Circuit Ricardo Tormo, Valencia | 23 de mayo       | Mattias Ekström | Mattias Ekström   | Mattias Ekström | Abt Sportsline     |
| 3     | EuroSpeedway Lausitz            | 6 de junio       | Paul di Resta   | Mike Rockenfeller | Bruno Spengler  | HWA Team           |
| 4     | Norisring, Nuremberg            | 4 de julio       | Ralf Schumacher | Ralf Schumacher   | Jamie Green     | Persson Motorsport |
| 5     | Nürburgring                     | 8 de agosto      | Mattias Ekström | Bruno Spengler    | Bruno Spengler  | HWA Team           |
| 6     | Circuit Park Zandvoort          | 22 de agosto     | Timo Scheider   | Timo Scheider     | Gary Paffett    | HWA Team           |
| 7     | Brands Hatch, Kent              | 5 de septiembre  | Paul di Resta   | Miguel Molina     | Paul di Resta   | HWA Team           |
| 8     | Motorsport Arena Oschersleben   | 19 de septiembre | Paul di Resta   | Timo Scheider     | Paul di Resta   | HWA Team           |
| 9     | Hockenheimring                  | 17 de octubre    | Timo Scheider   | Paul di Resta     | Paul di Resta   | HWA Team           |
| 10    | Adria International Raceway     | 31 de octubre    | Gary Paffett    | Mattias Ekström   | Timo Scheider   | Abt Sportsline     |
| 11    | Circuito Urbano de Shanghái     | 28 de noviembre  | Paul di Resta   | David Coulthard   | Gary Paffett    | HWA Team           |

## Tablas de clasificación

### Campeonato de pilotos
| Pos. | Piloto            | HOC | VAL | LAU | NOR | NÜR | ZAN | BRH | OSC | HOC | ADR | SHA | Puntos |
| ---- | ----------------- | --- | --- | --- | --- | --- | --- | --- | --- | --- | --- | --- | ------ |
| 1    | Paul di Resta     | 4   | 5   | 2   | 10  | 2   | 2   | 1   | 1   | 1   | 9   | 2   | 71     |
| 2    | Gary Paffett      | 1   | 7   | 5   | 6   | 3   | 1   | 5   | 4   | 4   | 2   | 1   | 67     |
| 3    | Bruno Spengler    | 2   | 2   | 1   | 3   | 1   | 7   | 2   | 2   | Ret | 3   | 13  | 66     |
| 4    | Timo Scheider     | 7   | 4   | 8   | 5   | 4   | 3   | 3   | 11  | 2   | 1   | 3   | 53     |
| 5    | Mattias Ekström   | 6   | 1   | Ret | 2   | 7   | 4   | Ret | 3   | Ret | 8   | 9   | 35     |
| 6    | Jamie Green       | 3   | 9   | 3   | 1   | 5   | 10  | 10  | 7   | 8   | 12  | 6   | 32     |
| 7    | Mike Rockenfeller | 5   | 6   | 4   | 12  | 9   | 13  | 9   | 5   | 3   | 16  | 12  | 22     |
| 8    | Martin Tomczyk    | 17† | DSQ | 6   | 8   | 13  | 8   | 7   | 8   | 5   | 6   | 4   | 20     |
| 9    | Oliver Jarvis     | Ret | 14† | 11  | 4   | 11  | 6   | 6   | 13  | 6   | 5   | 17  | 18     |
| 10   | Miguel Molina     | 8   | 8   | 13  | Ret | 14  | 5   | 4   | Ret | Ret | 17† | 5   | 15     |
| 11   | Alexandre Prémat  | 10  | 3   | Ret | 7   | Ret | 11  | 8   | 6   | Ret | Ret |     | 12     |
| 12   | Markus Winkelhock | 15  | 15† | 10  | Ret | Ret | DNS | 15† | Ret | Ret | 4   | 7   | 7      |
| 13   | Susie Stoddart    | 11  | 10  | 7   | 15  | Ret | 15  | Ret | 10  | 7   | 14  | 11  | 4      |
| 14   | Ralf Schumacher   | 9   | Ret | 9   | 11  | 6   | 9   | Ret | 9   | Ret | 11  | 10  | 3      |
| 15   | Maro Engel        | 16  | 11  | 15  | 9   | 8   | Ret | 11  | 12  | 9   | 7   | 16  | 3      |
| 16   | David Coulthard   | 12  | 13† | Ret | 13  | 10  | 12  | 12  | 14  | Ret | 10  | 8   | 1      |
| NC   | Congfu Cheng      | 13  | 12  | 12  | 14  | 12  | 16  | 13  | Ret | Ret | 13  | 15  | 0      |
| NC   | Katherine Legge   | 14  | DNS | 14  | 16  | 15  | 14  | 14  | Ret | Ret | 15  | 14  | 0      |
| NC   | Darryl O'Young    |     |     |     |     |     |     |     |     |     |     | DNS | 0      |
| Pos. | Piloto            | HOC | VAL | LAU | NOR | NÜR | ZAN | BRH | OSC | HOC | ADR | SHA | Puntos |

| Color     | Resultado                                                               |
| --------- | ----------------------------------------------------------------------- |
| Oro       | Ganador                                                                 |
| Plata     | 2.ª plaza                                                               |
| Bronce    | 3.ª plaza                                                               |
| Verde     | Finalizó en los puntos                                                  |
| Azul      | Finalizó sin puntos                                                     |
| Azul      | NC - No clasificado                                                     |
| Violeta   | Ret - No terminó (Carrera)                                              |
| Rojo      | DNQ - No se clasificó                                                   |
| Negro     | DSQ - Descalificado                                                     |
| Blanco    | DNS - No empezó (carrera)                                               |
| Blanco    | WD - Retirado (fin de semana)                                           |
| Blanco    | C - Carrera cancelada                                                   |
| Sin color | DNP - Inscrito pero no participó                                        |
| Sin color | INJ - Lesionado                                                         |
| Sin color | EX - Excluido                                                           |
| Estado    | Resultado                                                               |
| Negrita   | Pole position                                                           |
| Cursiva   | Vuelta rápida                                                           |
| †         | Abandona, pero clasifica al completar el porcentaje requerido para ello |

- † — El piloto se retiró, pero se clasificó al completar el 75% de la distancia de carrera del ganador.

### Campeonato de equipos
| Pos. | Equipo                                   | No. | HOC | VAL | LAU | NOR | NÜR | ZAN | BRH | OSC | HOC | ADR | SHA | Puntos |
| ---- | ---------------------------------------- | --- | --- | --- | --- | --- | --- | --- | --- | --- | --- | --- | --- | ------ |
| 1    | Salzgitter / Mercedes-Benz Bank AMG      | 3   | 1   | 7   | 5   | 6   | 3   | 1   | 5   | 4   | 4   | 2   | 1   | 133    |
| 1    | Salzgitter / Mercedes-Benz Bank AMG      | 4   | 2   | 2   | 1   | 3   | 1   | 7   | 2   | 2   | Ret | 3   | 13  | 133    |
| 2    | Laureus AMG Mercedes                     | 7   | 4   | 5   | 2   | 10  | 2   | 2   | 1   | 1   | 1   | 9   | 2   | 74     |
| 2    | Laureus AMG Mercedes                     | 8   | 9   | Ret | 9   | 11  | 6   | 9   | Ret | 9   | Ret | 11  | 10  | 74     |
| 3    | Audi Sport Team Abt                      | 1   | 7   | 4   | 8   | 5   | 4   | 3   | 3   | 11  | 2   | 1   | 3   | 71     |
| 3    | Audi Sport Team Abt                      | 2   | Ret | 14† | 11  | 4   | 11  | 6   | 6   | 13  | 6   | 5   | 17  | 71     |
| 4    | Audi Sport Team Abt Sportsline           | 5   | 6   | 1   | Ret | 2   | 7   | 4   | Ret | 3   | Ret | 8   | 9   | 55     |
| 4    | Audi Sport Team Abt Sportsline           | 6   | 17† | DSQ | 6   | 8   | 13  | 8   | 7   | 8   | 5   | 6   | 4   | 55     |
| 5    | TV Spielfilm / Junge Sterne AMG Mercedes | 11  | 3   | 9   | 3   | 1   | 5   | 10  | 10  | 7   | 8   | 12  | 6   | 36     |
| 5    | TV Spielfilm / Junge Sterne AMG Mercedes | 12  | 11  | 10  | 7   | 15  | Ret | 15  | Ret | 10  | 7   | 14  | 11  | 36     |
| 6    | Audi Sport Team Phoenix                  | 9   | 10  | 3   | Ret | 7   | Ret | 11  | 8   | 6   | Ret | Ret | DNS | 34     |
| 6    | Audi Sport Team Phoenix                  | 10  | 5   | 6   | 4   | 12  | 9   | 13  | 9   | 5   | 3   | 16  | 12  | 34     |
| 7    | Audi Sport Rookie Team Abt               | 18  | 8   | 8   | 13  | Ret | 14  | 5   | 4   | Ret | Ret | 17† | 5   | 15     |
| 8    | Audi Sport Team Rosberg                  | 14  | 15  | 15† | 10  | Ret | Ret | DNS | 15† | Ret | Ret | 4   | 7   | 7      |
| 8    | Audi Sport Team Rosberg                  | 15  | 14  | DNS | 14  | 16  | 15  | 14  | 14  | Ret | Ret | 15  | 14  | 7      |
| 8    | Deutsche Post / GQ AMG Mercedes          | 16  | 16  | 11  | 15  | 9   | 8   | Ret | 11  | 12  | 9   | 7   | 16  | 4      |
| 8    | Deutsche Post / GQ AMG Mercedes          | 17  | 12  | 13† | Ret | 13  | 10  | 12  | 12  | 14  | Ret | 10  | 8   | 4      |
| Pos. | Equipo                                   | No. | HOC | VAL | LAU | NOR | NÜR | ZAN | BRH | OSC | HOC | ADR | SHA | Puntos |